# Geomagnetisch induzierter Strom
Ein geomagnetisch induzierter Strom, englisch geomagnetically induced current (GIC), ist ein durch das Erdmagnetfeld induzierter elektrischer Strom. Er tritt in räumlich ausgedehnten, elektrisch gut leitfähigen und in sich geschlossenen Strukturen auf, wie den Leitungen von elektrischen Verbundnetzen oder Pipelines. Ein GIC ist unmittelbare Folge des magnetischen Sturmes, einer durch Sonneneruptionen ausgelöste Störung der Magnetosphäre der Erde.

## Allgemeines

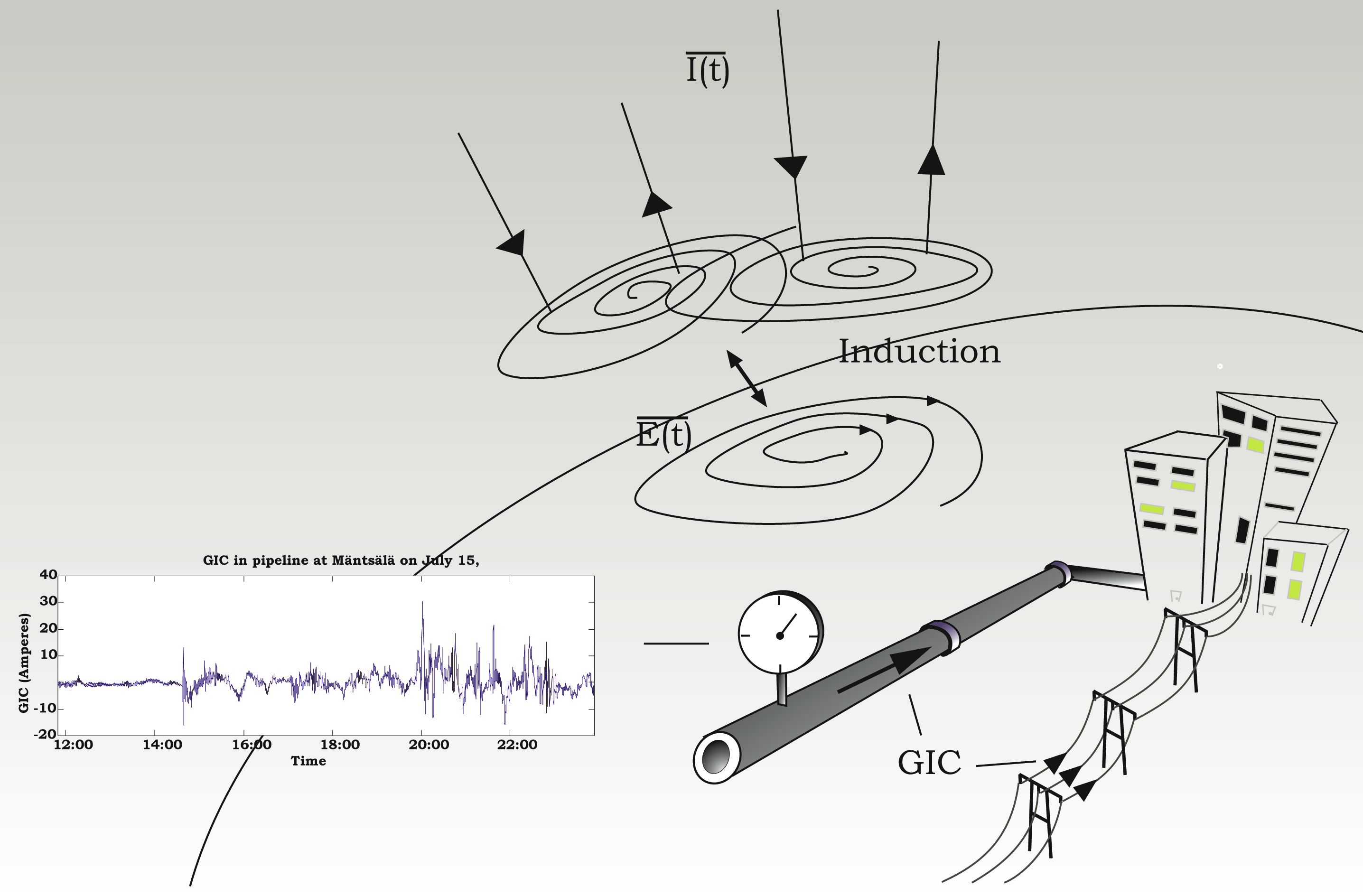
Prinzip der geomagnetisch induzierten Ströme

Geomagnetisch induzierte Ströme werden durch sich zeitlich langsam veränderliche Ströme in der Ionosphäre ausgelöst, welche durch verschiedene Aktivitäten auf der Sonne entstehen. Diese veränderlichen Ströme erzeugen ein veränderliches Magnetfeld. Dieses Magnetfeld erzeugt in stromleitfähigen Medien ein elektrisches Feld, entsprechend dem Faradayschen Induktionsgesetz. Die elektrischen Feldstärkeamplituden in Bodennähe können dabei in der Größenordnung von ca. 1 V/km in horizontaler Ausrichtung betragen, in polaren Regionen können sie stärker als in der Nähe des Äquators sein. Die zeitlichen Änderungsraten bewegen sich in den Bereichen von 0,0001 Hz bis 0,01 Hz, was in Relation zu der Netzfrequenz von 50 Hz in Europa sehr kleine Werte darstellt. GICs werden daher als quasistationär betrachtet und in der Wirkung mit Gleichströmen gleichgesetzt.
In räumlich ausgedehnten elektrisch gut leitfähigen Strukturen, beispielsweise in Hochspannungsleitungen elektrischer Verbundnetze, die für Gleichströme einen geschlossenen Stromkreis darstellen, kommt es trotz der scheinbar nur geringen elektrischen Feldstärken von 1 V/km zu einem langsam veränderlichen Gleichstrom, der sich dem regulären Betriebsströmen überlagert und vor allem in Leistungstransformatoren zu Problemen führt. Die konkreten Werte der induzierten Ströme hängen von verschiedenen Parametern wie der Geometrie und der zeitlichen Änderungsrate ab und können in ausgedehnten Stromnetzen in der Höchstspannungsebene mit Betriebsspannungen über 400 kV und den dabei üblichen niedrigen Schleifenimpedanzen, bei räumlichen Ausdehnungen der einzelnen Netzsegmente von einigen 100 km, Werte von einigen 10 A, mit Maximalwerten bis zu einigen 100 A, erreichen.

## Prinzip der geomagnetischen Induktion

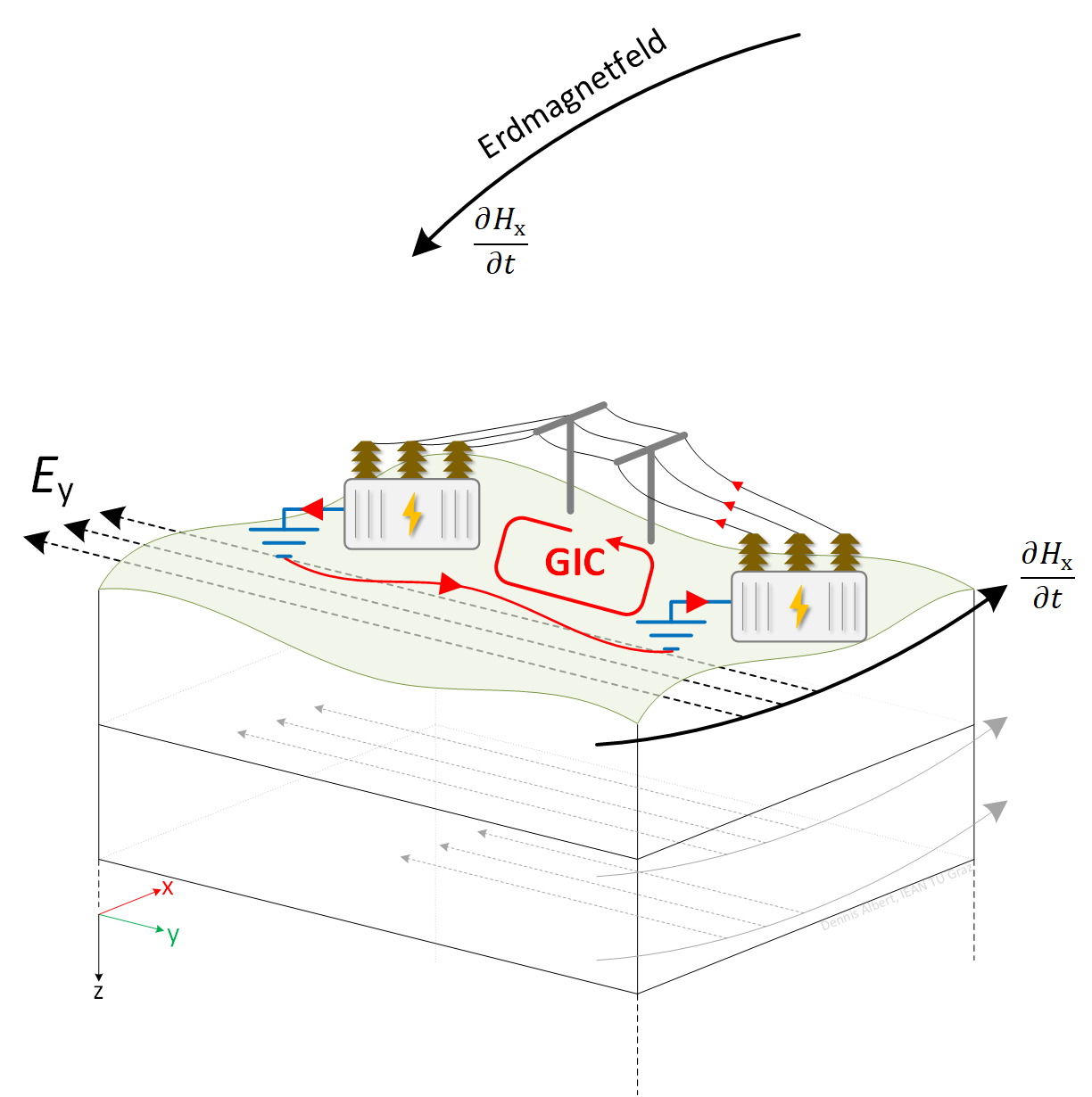
Geomagnetische Induktion im Erdboden und geomagnetisch induzierte Ströme (GIC) in Hochspannungsfreileitungen

In den mittleren Breitengraden kann das Erdmagnetfeld an der Erdoberfläche näherungsweise als ebene Welle angenommen werden. Entsprechend dem Faradayschen Induktionsgesetz induziert eine Magnetfeldänderung (∂H(t)/∂t) ein elektrisches Feld (E(t)) in elektrisch leitfähigen Strukturen, z. B. dem Erdboden. Wird das elektrische Potential an zwei geographisch entfernten Stellen durch eine elektrisch leitfähige Struktur, z. B. einer Hochspannungsfreileitung oder einer Pipeline verbunden, kann darüber ein Strom fließen. Entsprechend der Änderungsrate des Magnetfelds, bzw. dessen Änderungsfrequenz, dringt das Magnetfeld tief oder weniger tief in den Erdboden ein – geringe Frequenzen dringen tiefer in den Erdboden; höhere Frequenzen dringen nicht so tief ein.

## Auswirkungen

### Elektrische Stromversorgungsnetze
Besonders von geomagnetisch induzierten Strömen betroffen sind in elektrischen Stromnetzen die in Umspannwerken vorhandenen Leistungstransformatoren und die bei Kraftwerken in Kombination mit dem elektrischen Generator installierten Maschinentransformatoren. Dies gilt insbesondere in Stromnetzen in nördlichen Regionen, beispielsweise in Skandinavien oder Kanada, und in Stromnetzen mit einer räumlich großen Ausdehnung von mehreren 100 km bis über 1000 km.
Die Stromschleife, die dabei vom GIC durchflossen wird, stellt zum einen die als Freileitung ausgeführte Hochspannungsleitung dar, GIC wirken dabei auf die üblicherweise mit Dreiphasenwechselstrom betriebenen Stromnetze auf alle drei Außenleiter gleichmäßig ein. In jedem Umspannwerk entlang von einzelnen Leitungsabschnitten und bei den Kraftwerken befinden sich Leistungstransformatoren zur Umsetzung der Betriebsspannungen auf die verschiedenen Spannungsebenen, beispielsweise zwischen der Verteilnetz- und der Transportnetzebene oder in Kraftwerken zur Umsetzung der Generatorspannung auf die im Transportnetz verwendete Höchstspannung. Die Sternpunkte dieser Leistungstransformatoren sind, je nach Netzsituation und deren Sternpunktbehandlung im Regelfall für Gleichströme niederohmig mit Erdpotential verbunden, die Wicklungen des Transformators stellen für Gleichstrom ebenfalls nur einen geringen Widerstand dar. Über das Erdpotential erfolgt dann die Schließung des Stromkreises.
Da der Gleichstrom über die Wicklungen der Leistungstransformatoren fließt, kommt es zu einer teilweise magnetischen Sättigung des magnetischen Kerns im Transformator, mit der Folge einer stark steigenden Verzerrungsblindleistung am Transformator. Dies kann in Extremfällen zur Notabschaltung oder zur thermischen Beschädigung des Transformators führen. Folge davon sind Stromausfälle. Da in elektrischen Energienetzen zur Überwachung der Parameter üblicherweise induktive Stromwandler eingesetzt werden, die Gleichströme nicht und sehr niederfrequente Wechselströme nur unzureichend erfassen können, werden GIC von Seiten der Netzschutzeinrichtungen nicht oder nur unzureichend wahrgenommen. Für die Freileitungen stellen GIC, wegen der im Vergleich zu den Betriebsströmen nur geringen Gleichströme, keine direkte Gefährdung dar.
Einer der größten durch geomagnetisch induzierte Ströme ausgelösten Stromausfälle fand am 13. März 1989 im Höchstspannungsnetz der Hydro-Québec in Kanada statt. Er verursachte einen mehrstündigen Stromausfall in der Region um Montreal mit einem Schaden an der Infrastruktur von mehreren Millionen Dollar, primär die Kosten der thermisch zerstörten Transformatoren. In den Folgejahren wurden verschiedene Adaptionen im Stromnetz der Hydro-Québec vorgenommen, um durch GIC verursachte Stromausfälle zu vermeiden oder in den Auswirkungen zu minimieren. Beispielsweise werden durch zusätzlich angebrachte Messeinrichtungen, basierend auf Hall-Sensoren, auch Gleichströme am Sternpunkt der Leistungstransformatoren messtechnisch erfasst.

### Pipelines

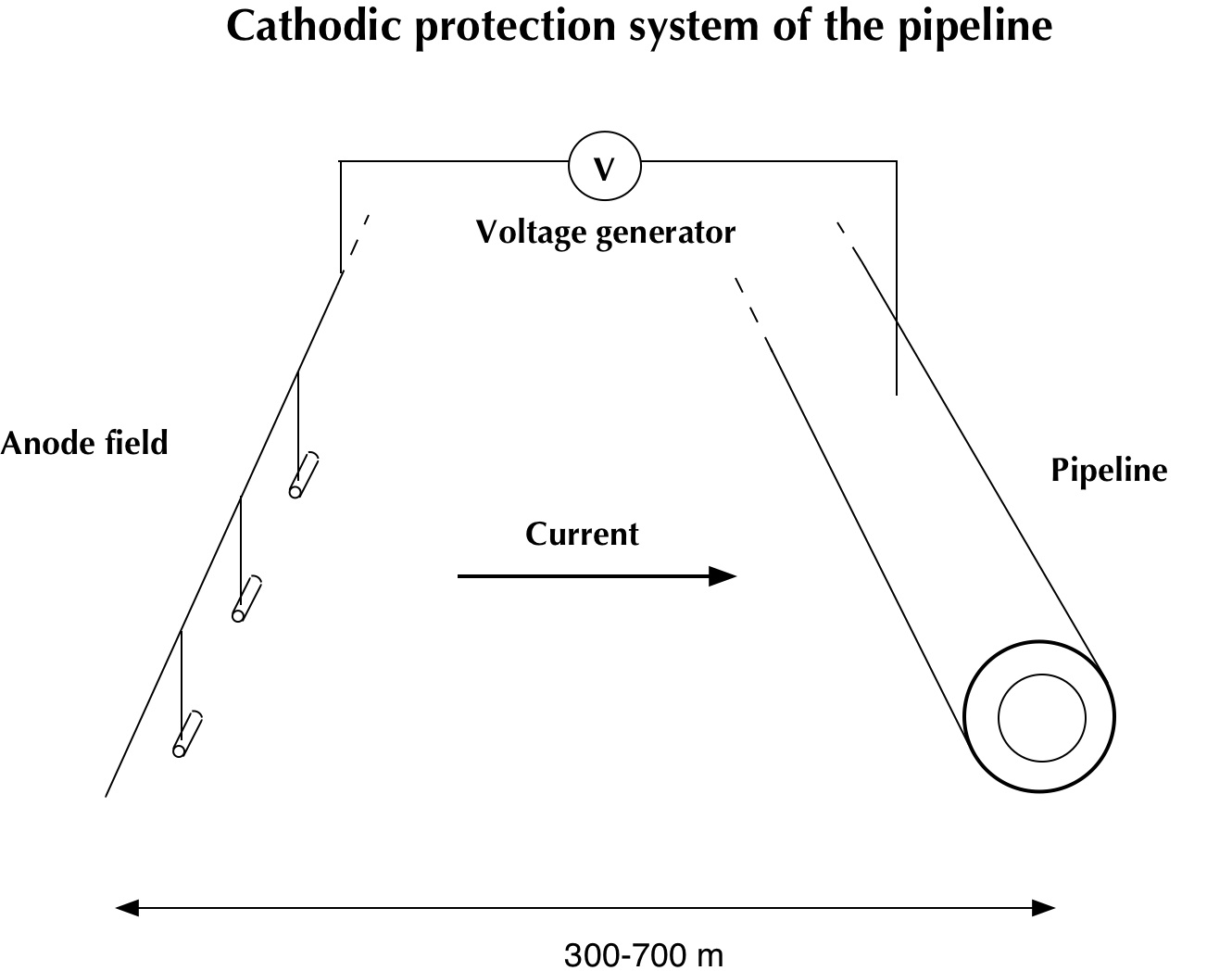
Prinzip des Kathodenschutzes von Pipelines. Durch GIC wird diese Schutzfunktion teilweise aufgehoben

Auch in räumlich ausgedehnten Pipelines können GIC auftreten und zu Problemen führen. Normalerweise werden metallische Rohrsysteme wie Erdgas- oder Erdölpipelines mit einer geringen negativen Gleichspannung beaufschlagt, der Gegenpol in Form von sogenannten Opferanoden befindet sich davon getrennt im Erdreich. Durch diese Gleichspannung wird einer vorzeitigen elektrochemischen Korrosion der Leitungsrohre vorgebeugt, stattdessen müssen die einfach zu tauschenden und darauf ausgelegten Opferanoden regelmäßig gewechselt werden. Die geomagnetisch induzierten Ströme überlagern diese Schutzfunktion und können, je nach Stromrichtung, zu einer zeitweisen Umkehrung der Polarität zwischen Rohrsystem und Opferanoden führen. Dies führt zwar nicht zu einem unmittelbaren Ausfall der Pipeline, allerdings führt es zu einer verstärkten Korrosion und damit einem statistisch früheren Ausfallzeitpunkt.